# Melodifestivalen 1988
Melodifestivalen 1988 var den 28:e upplagan av musiktävlingen Melodifestivalen och samtidigt Sveriges uttagning till Eurovision Song Contest 1988. 
Finalen hölls på Malmö stadsteater (nuvarande Malmö Opera) den 27 februari 1988, där melodin "Stad i ljus", framförd av Tommy Körberg, vann, genom att ha fått högst poäng av jurygrupperna. I samarbete mellan Malmö stadsteater, Sveriges Radio och Sveriges Television anordnades finalen det här året på just Malmö stadsteaters stora scen. Tävlingsupplägget var sig likt från tidigare år på 80-talet med en final i två tävlingsomgångar. Det här året gjorde flera tidigare Melodifestivalstävlande comeback men även de som inte hade tävlat tidigare skulle senare få fart på sina egna musikkarriärer. Det här året firade Melodifestivalen trettioårsjubileum, trots att man endast skickat tjugosju bidrag till Eurovision Song Contest.
Stad i ljus fick sedan representera Sverige i ESC 1988 som arrangerades i Dublin på Irland den 30 april 1988.

## Tävlingsupplägg[1]

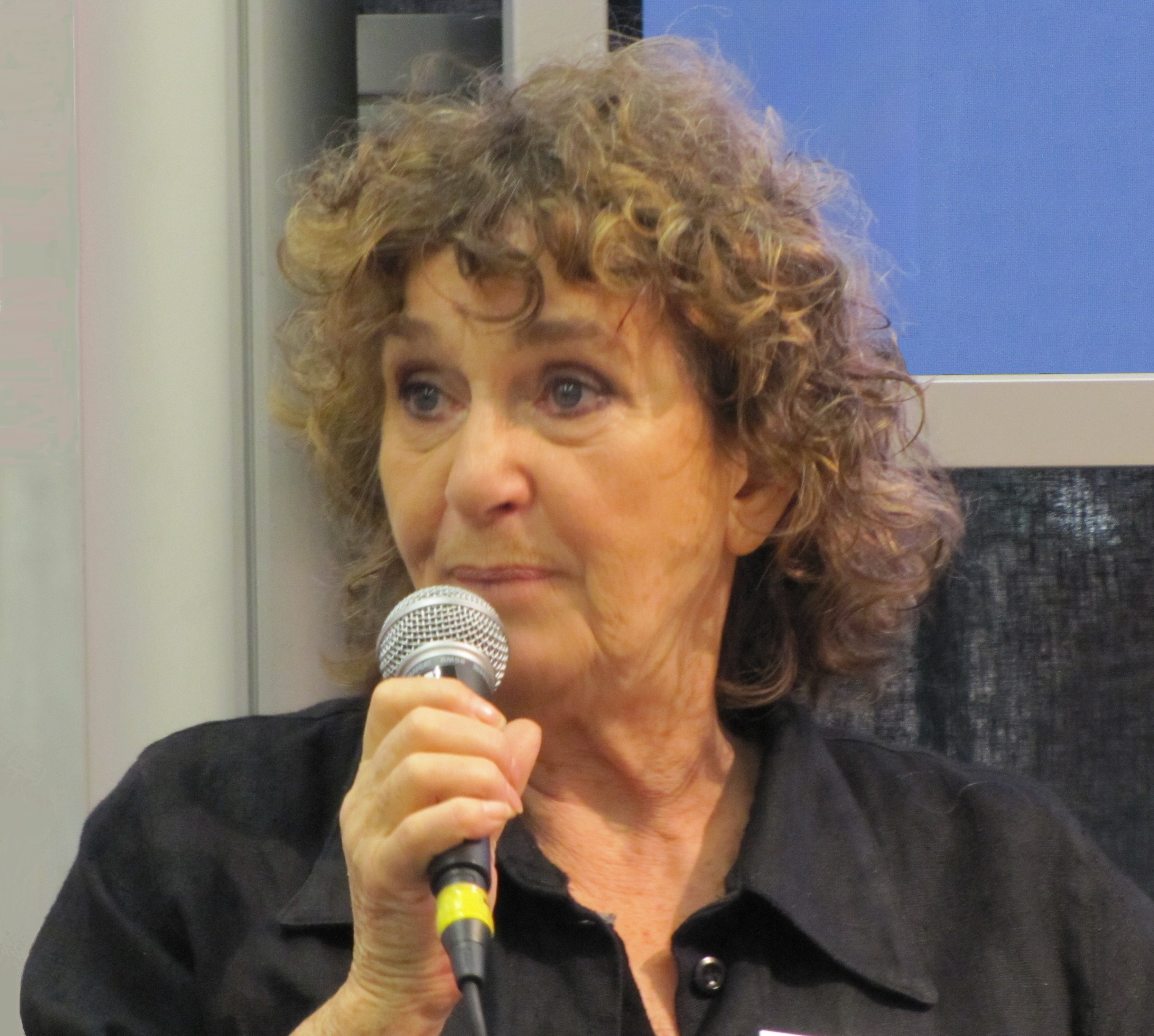
Siw Malmkvist återkom till festivalen efter 27 år.
Bilden är tagen år 2010.

För sjunde året i rad blev tävlingsupplägget en finalkväll med två tävlingsomgångar. Precis som året innan behölls också antalet bidrag till tolv stycken. Malmö fick för tredje gången arrangera finalen och Kåge Gimtell var producent. Sveriges Television utlyste som vanligt en allmän inskickning av bidrag som också det här året slapp gå via ett musikförlag. Det är dock okänt hur många bidrag som skickades in.
Ett antal förändringar gjordes också av själva tävlingen. För första gången använde man en roterande scen som kunde byta utseende både mellan bidragen och mitt under ett framträdande. Artisterna blev också presenterade genom små videovykort, vilket man även blev i Eurovision Song Contest. Vykorten föreställde artisterna i olika situationer på olika platser runt om i Malmö. Som exempel skrev Lena Philipsson autografer vid optimistorkestern. Man fick också för första gången se direktsänt när de olika juryordförandena avlämnade respektive jurys poäng. Tidigare år fick man bara höra juryordförandes/personens röst.
Jazzlåten Måndag i mitt liv var från början tilltänkt för Meta Roos att framföra. Låten gick dock till Billy Gezon eftersom Roos inte hade tid att ställa upp. Även vinnarbidraget Stad i ljus var från början tilltänkt Jan Malmsjö, men gick till Tommy Körberg eftersom även Malmsjö var upptagen på annat håll.

### Återkommande artister
| Artist                        | Tidigare år (med placering) (Melodifestivalen) | Tidigare år (med placering) (ESC) |
| ----------------------------- | ---------------------------------------------- | --------------------------------- |
| Lena Philipsson               | 1986 (2:a), 1987 (5:a)                         | –                                 |
| Liza Öhman Del av Nilsonettes | 1980 (3:a), 1982 (3:a)                         | –                                 |
| Lotta Engberg                 | 19841 (2:a), 1987 (1:a)                        | 1987 (12:a)                       |
| Siw Malmkvist                 | 19592 (1:a), 19613 (1:a, 4:a)                  | 19604 (10:a), 19695 (9:a)         |
| Sten Nilsson                  | 1967 (6:a), 1969 (3:a)                         | –                                 |
| Tommy Körberg                 | 1969 (1:a), 1971 (-)                           | 1969 (9:a)                        |

1 1984 tävlade Lotta Engberg, då med efternamn Pedersen, i duett med Göran Folkestad.

2 Siw Malmkvist vann festivalen 1959 men fick inte tävla i ESC. Televisionen skickade istället Brita Borg.

3 Malmkvist sjöng ett av vinnarbidragen, men blev inte utsedd till vinnarartist.

4 1960 skickade Televisionen Malmkvist till ESC, trots att hon inte vunnit Melodifestivalen det året.

5 1969 representerade Malmkvist Västtyskland.

## Finalkvällen
Finalen av festivalen 1988 direktsändes på kvällen den 27 februari från Malmö stadsteater i TV2 klockan 20.30–21.30 och 22.00–23.00. Programledare var Bengt Grafström och kapellmästare var Anders Berglund. Kören bestod av Elisabeth Melander, Diana Nuñez, Staffan Paulsson och Lennart Sjöholm. För My Fair Lady-medleyt avstod Berglund taktpinnen till Mogens Dam. Det var första gången som festivalen inte sändes i TV1, eftersom program producerade i distrikten flyttats från TV1 (som blev Stockholmsbaserad Kanal 1) till Sverigekanalen TV2 hösten 1987.
De nio åldersindelade jurygrupperna försvann och ersattes av de elva regionala jurydistrikten istället, som därmed kom tillbaka igen efter fem års uppehåll. Varje distrikt representerade en svensk stad, från norr till söder, och bestod av elva personer (med hälften män och hälften kvinnor). Det här blev också det första året när tv-tittarna fick se röstavlämnarna i bild, då man kopplade ihop alla sina distriktsstudior i en sändning.
Finalen hade exakt samma upplägg som man hade haft nu i sju års tid, dvs. en finalkväll i två omgångar. De tolv bidragen fick först framföras live på scenen och jurydistrikten röstade i en sluten omröstning. De sex bidrag som fått högst totalpoäng tog sig vidare till den andra omgången, resterande bidrag slutade på delad sjunde plats. När den andra omgången påbörjades nollställdes det tidigare resultatet och en ny röstningsomgång påbörjades. Bidragen fick framföras igen och efter detta avlade jurygrupperna sina poäng på skalan 8 poäng till sin favorit, 6 poäng till sin tvåa, 4 poäng till sin trea, 3 poäng till sin fyra, 2 poäng till sin femma och 1 poäng till sin sexa. Vinnaren blev det bidraget med högst totalpoäng i den andra omgången.
Tommy Körberg, som vann finalen, blev den andra manlige artist som vunnit Melodifestivalen två gånger. Den första artisten var Björn Skifs, som vann tävlingen 1978 och 1981. 

### Första omgången

#### Startlista
Nedan listas bidragen i startordning i den första omgången. Bidrag med beige bakgrund tog sig till andra omgången.
Resterande låtar placerade sig på delad sjunde plats.
| Nr | Artist                         | Låt                  | Upphovsmän (Text & musik)                                                     | Anmärkning |
| -- | ------------------------------ | -------------------- | ----------------------------------------------------------------------------- | ---------- |
| 1  | Karin Ljung & Michael Nannini  | Säg är det sant?     | Karin Ljung (tm), Michael Nannini (tm)                                        | Utslagen   |
| 2  | Uffe Persson                   | Nästa weekend        | Ingela 'Pling' Forsman (t), Lasse Holm (m)                                    | Utslagen   |
| 3  | All of a Sudden                | Dansa med vindarna   | Paul Kvanta (t), Fredrik Möller (m)                                           | Till Final |
| 4  | Billy Gezon                    | Måndag i mitt liv    | Ulf Nordquist (tm)                                                            | Utslagen   |
| 5  | Haakon Pedersen                | Bang, en explosion   | Monica Forsberg (t), Bertil Engh (m)                                          | Till Final |
| 6  | Annica Burman                  | I en ding ding värld | Bruno Glenmark (t), Lars Andersson (m)                                        | Till Final |
| 7  | Sten Nilsson & Nilsonettes     | Kärlek är...         | Monica Forsberg (t), Ebbe Nilsson (m), Sten Nilsson (m), Vidar Alsterberg (m) | Utslagen   |
| 8  | Lena Philipsson                | Om igen              | Ingela 'Pling' Forsman (t), Bobby Ljunggren (m), Håkan Almqvist (m)           | Till Final |
| 9  | Siw Malmkvist                  | Det är kärlek        | Jonas Warnerbring (t), Susanne Wigforss (m)                                   | Utslagen   |
| 10 | Paul Rein                      | Bara du och jag      | Paul Rein (tm)                                                                | Utslagen   |
| 11 | Tommy Körberg                  | Stad i ljus          | Py Bäckman (tm)                                                               | Till Final |
| 12 | Lotta Engberg & Triple & Touch | 100%                 | Monica Forsberg (t), Torgny Söderberg (m)                                     | Till Final |

### Andra omgången

#### Poäng och placeringar
| Nr | Låt                  | Luleå | Örebro | Karlstad | Umeå | Norrköping | Falun | Växjö | Göteborg | Sundsvall | Stockholm | Malmö | Summa | Plac. |
| -- | -------------------- | ----- | ------ | -------- | ---- | ---------- | ----- | ----- | -------- | --------- | --------- | ----- | ----- | ----- |
| 3  | Dansa med vindarna   | 2     | 4      | 3        | 1    | 1          | 4     | 1     | 2        | 2         | 4         | 2     | 26    | 5     |
| 5  | Bang, en explosion   | 3     | 3      | 2        | 2    | 6          | 2     | 4     | 3        | 3         | 2         | 3     | 33    | 4     |
| 6  | I en ding ding värld | 1     | 1      | 1        | 4    | 3          | 1     | 2     | 1        | 1         | 3         | 1     | 19    | 6     |
| 8  | Om igen              | 6     | 6      | 6        | 6    | 4          | 3     | 6     | 4        | 4         | 6         | 4     | 55    | 2     |
| 11 | Stad i ljus          | 8     | 8      | 8        | 8    | 8          | 8     | 8     | 6        | 6         | 8         | 8     | 84    | 1     |
| 12 | 100%                 | 4     | 2      | 4        | 3    | 2          | 6     | 3     | 8        | 8         | 1         | 6     | 47    | 3     |

### Juryuppläsare
- Luleå: Christian Hedlund
- Örebro: Bodil Westerlund
- Karlstad: Ulf Schenkmanis
- Umeå: Gunilla Eriksson
- Norrköping: Larz-Thure Ljungdahl
- Falun: Staffan Husahr
- Växjö: Berth Gustafsson
- Göteborg: Staffan Lindeborg
- Sundsvall: Kjell Lönnå
- Stockholm: Bengt Magnusson
- Malmö: Jan-Olof Nilsson

## Eurovision Song Contest

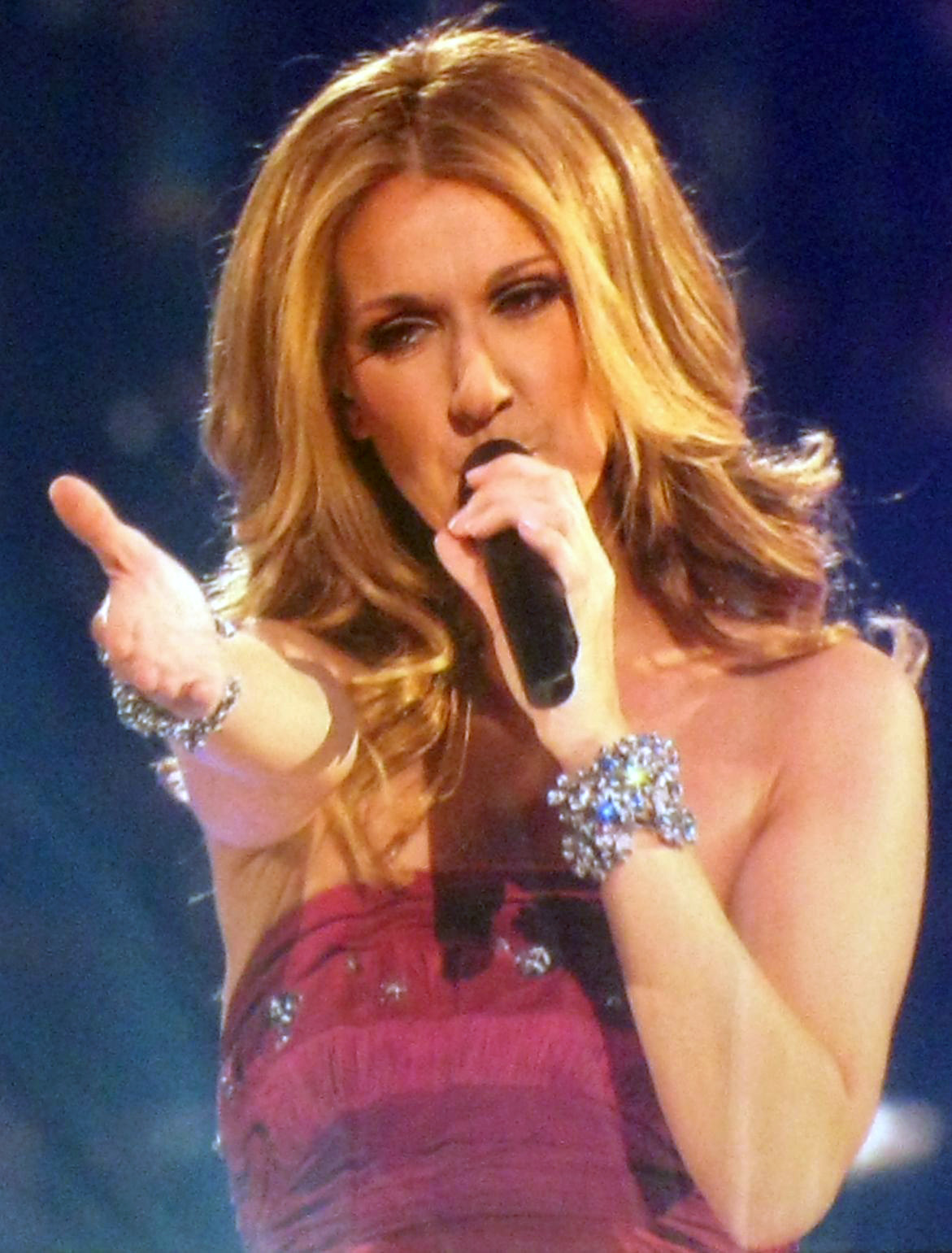
Céline Dion tävlade för Schweiz, trots att hon då var kanadensisk medborgare. Bilden är tagen i augusti 2008.

Johnny Logans historiska seger för Irland i Bryssel året före gjorde att Irland nu för tredje gången fick stå värdland. Finalen förlades till huvudstaden Dublin den 30 april 1988 och blev därmed den första ESC-finalen på många år som inte hölls i maj månad. Alla länder som tävlade året före, utom Cypern, anmälde sig till det här årets festival och därför blev det "bara" tjugoen tävlande länder. Inga oegentligheter eller tekniska kända missar gjordes det här året.
Det här året fick Sverige oturen att starta som nummer två (av tjugoen länder), men slutade trots detta på delad tolfte plats med 52 poäng. Att startnummer två inte var ett bra startnummer var för att inget bidrag med det startnumret någonsin har lyckats vinna. Detta är något som har hållit i sig ända till idag (2012) och därmed gjort startnumret beryktat. Inför tävlingen fick låtskrivaren till Sveriges bidrag, Py Bäckman, framföra låten under en repetition p.g.a. att Tommy Körberg blivit sjuk. Körberg kunde dock framföra bidraget själv under direktsändningen.
Dirigenten Atilla Şereftuğ hade komponerat sitt bidrag i Eurovision Song Contest 1986 och slutade då på andra plats. Nu gjorde han ett nytt försök, åter igen med sin egen komposition, "Ne partez pas sans moi" som framfördes av Céline Dion och som slutligen vann hela finalen med 137 poäng. Storbritannien slutade på andra plats med endast en poäng efter, 136 poäng, och Danmark blev trea med 92 poäng. För sjunde gången sedan 1975 blev ett land poänglöst, det var Österrikes "Lisa, Mona Lisa". Finland var nära att drabbas av samma öde, men fick till slut tre poäng av Israel och kom bara näst sist.

### Fotnoter
1. ↑  ”Melodifestivalen 1988”. Sveriges Television. Arkiverad från originalet den 18 april 2013. https://archive.is/20130418094510/http://www.svt.se/melodifestivalen/ommelodifestivalen/melodifestivalen-1988. Läst 22 oktober 2012.